# Eleonora Dziękiewicz
Eleonora Dziękiewicz z d. Staniszewska (ur. 25 października 1978 w Gdańsku) – polska siatkarka, grająca na pozycji środkowej, reprezentantka Polski.

## Kariera klubowa

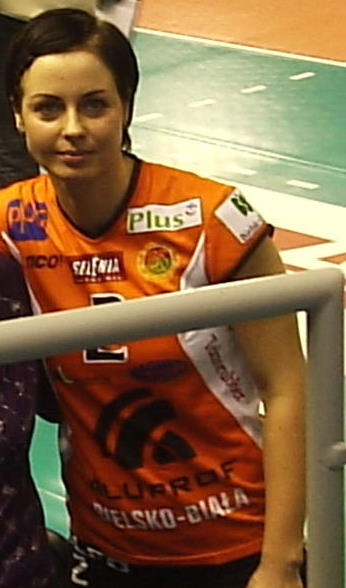
Eleonora Dziękiewicz zawodniczką BKS-u Aluprof Bielsko-Biała w sezonie 2008/2009

Urodziła się w Gdańsku; swoje pierwsze siatkarskie kroki stawiała w tym właśnie mieście występując najpierw w AZS-ie, a później w Gedanii. Kolejnym klubem w karierze siatkarki był II-ligowy Sokół Mogilno. Po dość krótkim okresie gry w tym klubie, Dziękiewicz wróciła do Gedanii. Tam została dostrzeżona przez działaczy Stali Mielec i ostatecznie przeszła do tego zespołu. Kolejnym epizodem w jej karierze była PTPS Nafta-Gaz Piła. W sezonie 2004/2005 Dziękiewicz zdobyła z nią brązowy medal mistrzostw Polski. Była jednak tylko rezerwową. Regularne występy zaczęły się dopiero w następnym sezonie, gdy z klubu, z powodów finansowych, odeszło wiele zawodniczek. W tym sezonie siatkarka zdobyła z pilankami srebrny medal mistrzostw Polski, na finiszu przegrawszy z MKS-em Muszynianką-Fakro Muszyna. Sezon 2006/2007 Dziękiewicz spędziła w Winiarach Kalisz. W barwach Winiar zdobyła swoje pierwsze mistrzostwo i Puchar Polski. Dobre występy zaowocowały nie tylko przyznaniem jej tytułu MVP turnieju Pucharu Polski, ale także powołaniem do reprezentacji Polski. W sezonie 2007/2008 reprezentowała Winiary Bakalland Kalisz. Sezony 2008/2009 i 2009/2010 spędziła w klubie BKS Aluprof Bielsko-Biała. Od sezonu 2010/2011 występowała w Atomie Trefl Sopot, gdzie wywalczyła srebrny medal mistrzostw Polski, jednak tylko jako rezerwowa, a w następnym sezonie sięgnęła po mistrzostwo Polski i została wybrana MVP ostatniego finałowego meczu z Bankiem BPS Muszynianką Fakro Muszyna. W latach 2013–2017 była zawodniczką Tauronu Banimex MKS Dąbrowy Górniczej. W dniu 5 kwietnia 2017 ogłosiła zakończenie kariery.

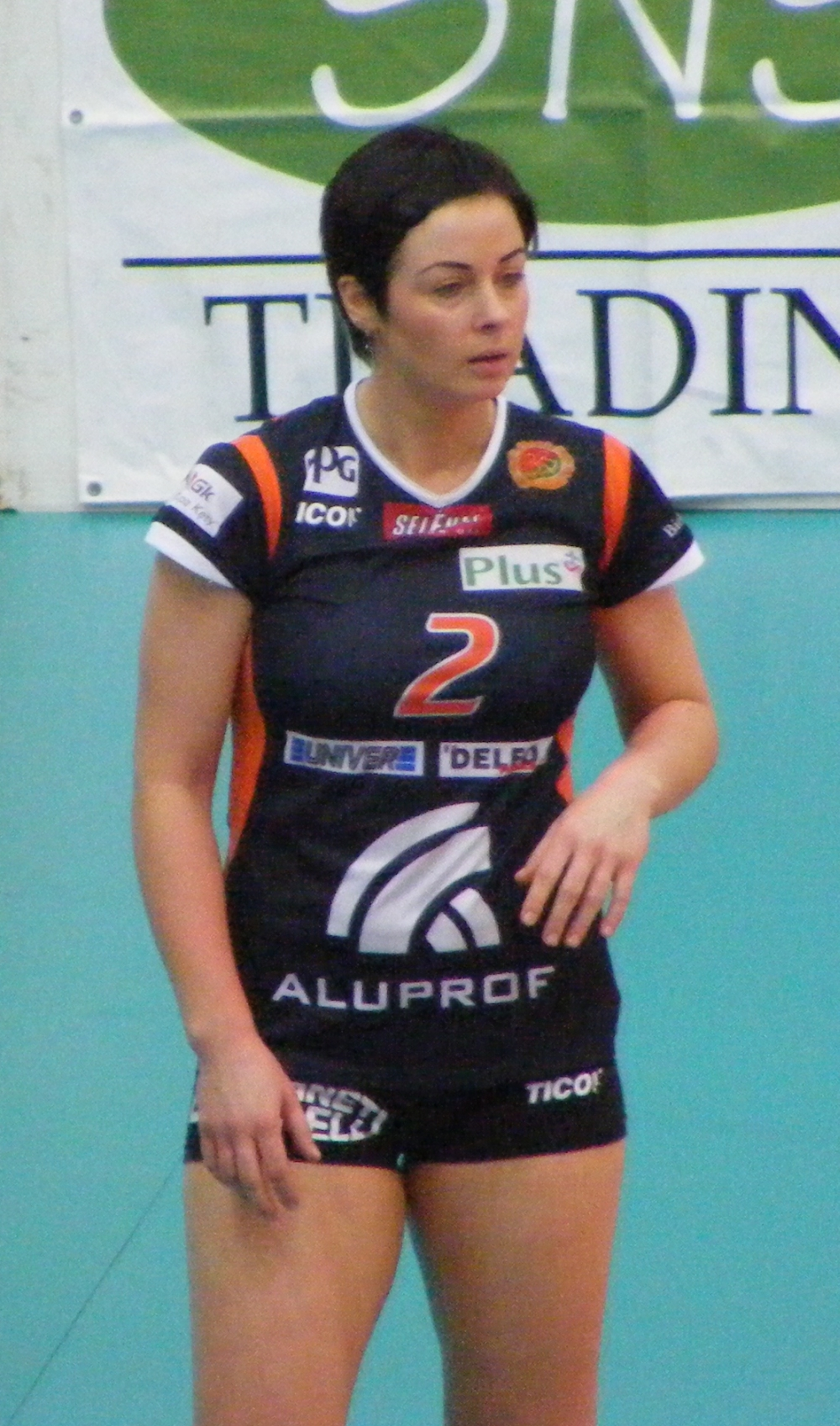
Eleonora Dziękiewicz zawodniczką BKS-u Aluprof Bielsko-Biała w sezonie 2009/2010

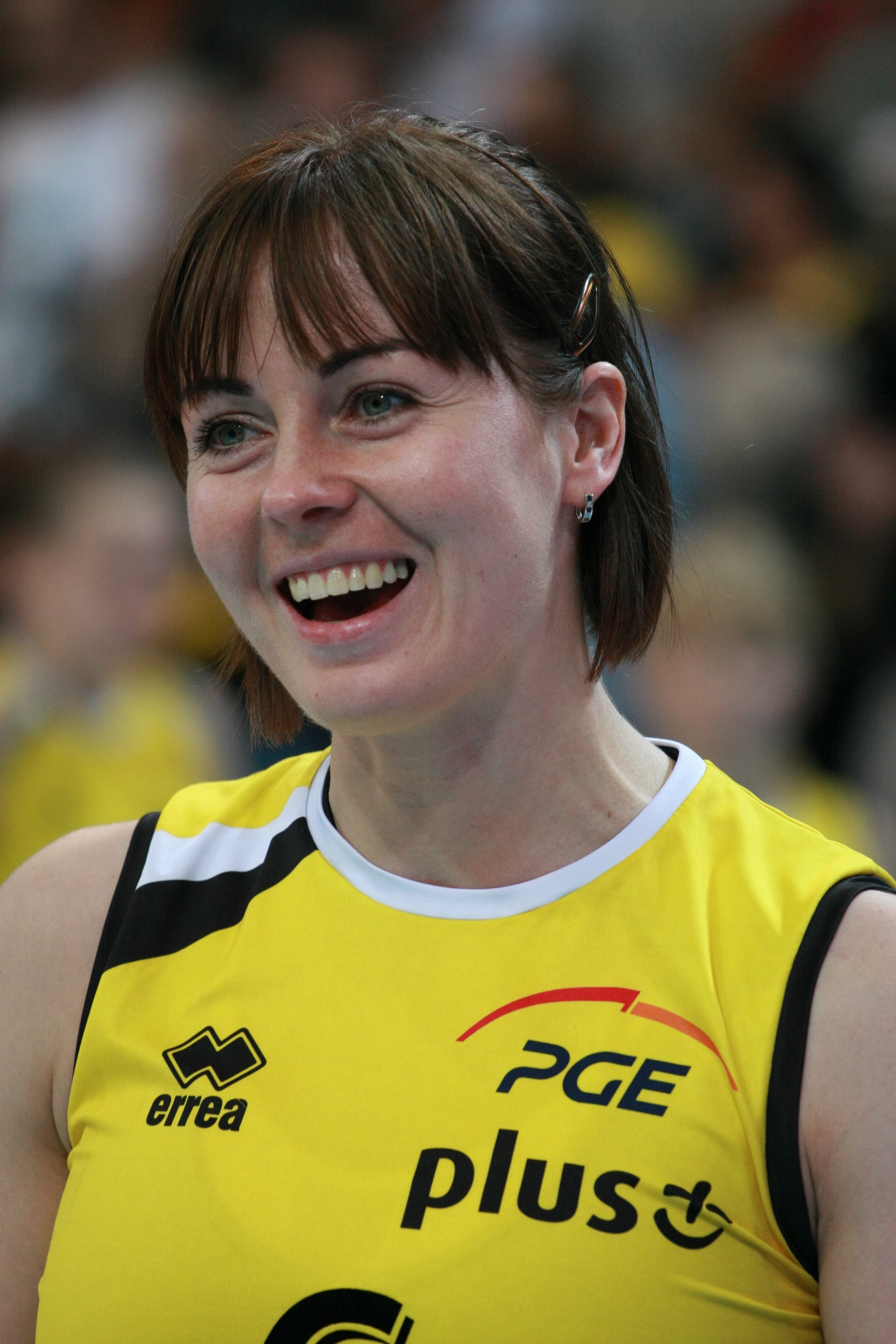
Eleonora Dziękiewicz zawodniczką Atomu Trefl Sopot w sezonie 2010/2011

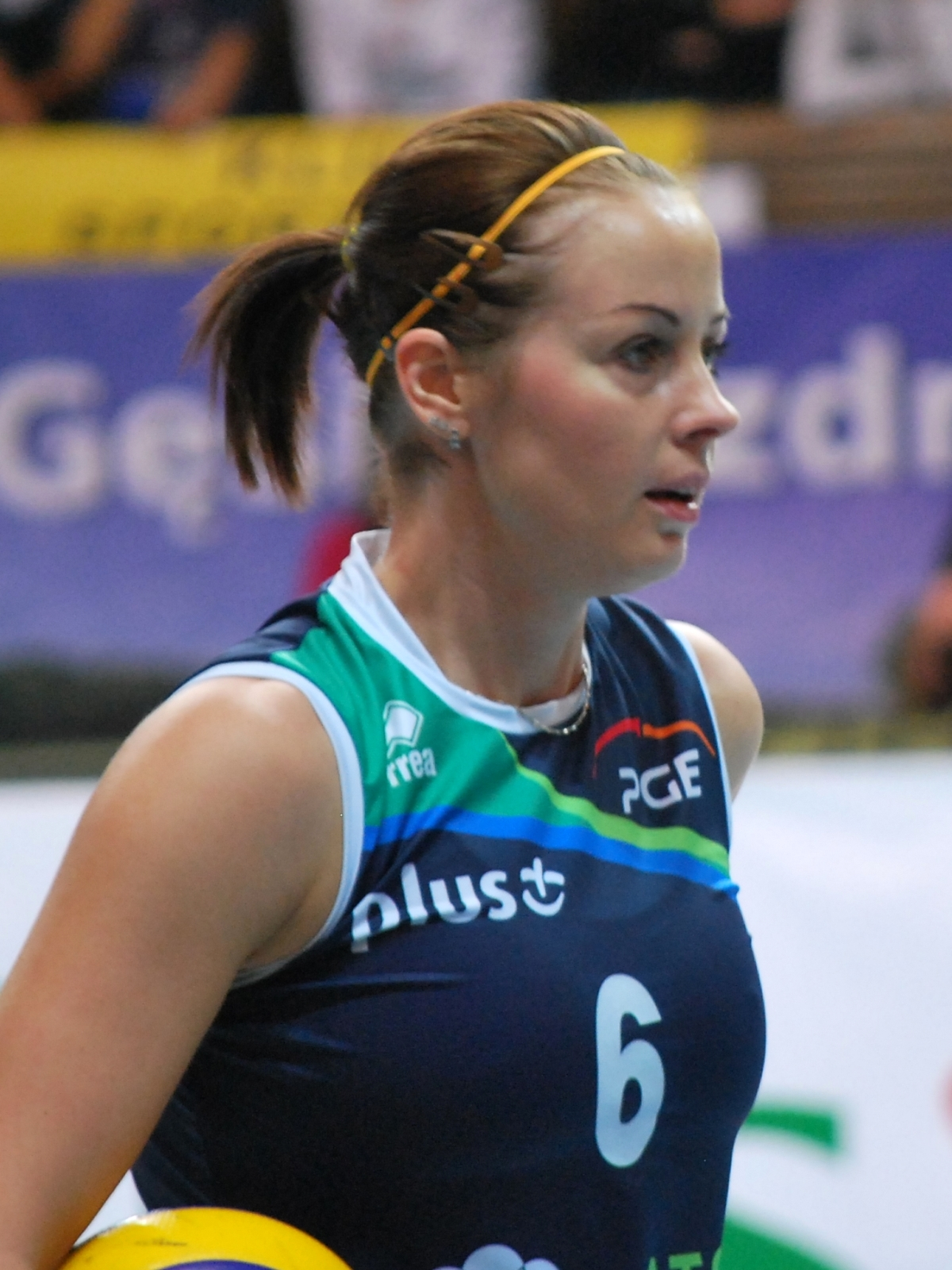
Eleonora Dziękiewicz zawodniczką Atomu Trefl Sopot w sezonie 2011/2012

## Kluby
| Lata gry  | Klub                                |
| --------- | ----------------------------------- |
|           | Gedania Gdańsk                      |
|           | Sokół Mogilno                       |
|           | Gedania Gdańsk                      |
| 2000−2003 | Stal Mielec                         |
| 2003−2006 | PTPS Nafta-Gaz Piła                 |
| 2006−2008 | Winiary Kalisz                      |
| 2008−2010 | BKS Aluprof Bielsko-Biała           |
| 2010−2012 | Atom Trefl Sopot                    |
| 2012−2013 | Bank BPS Muszynianka Fakro Muszyna  |
| 2013–2017 | Tauron Banimex MKS Dąbrowa Górnicza |

## Kariera reprezentacyjna
Zawodniczka została po raz pierwszy powołana do reprezentacji Polski na turniej Grand Prix 2007, na którym została uznana za najlepszą blokującą. Później reprezentowała Polskę podczas mistrzostw Europy i Pucharu Świata. Trener Marco Bonitta nie powołał jej na Igrzyska Olimpijskie w Pekinie. Brązowy medal mistrzostw Europy, który odebrała w październiku 2009, jest ostatnim wywalczonym przez nią w biało-czerwonych barwach krążkiem, gdyż kilka miesięcy potem postanowiła zakończyć karierę reprezentacyjną. W 2014 roku wróciła do kadry Polski na Turniej Kwalifikacyjny do Mistrzostw Świata. W latach 2007–2014 rozegrała w niej 69 spotkań.

## Sukcesy klubowe
Mistrzostwo Polski:
- 2007, 2010, 2012
- 2006, 2009, 2011
- 2005, 2008, 2013

Puchar Polski:
- 2007, 2009

Superpuchar Polski:
- 2007, 2013

Puchar CEV:
- 2013

## Sukcesy reprezentacyjne
Mistrzostwa Europy Juniorek:
- 1996

Mistrzostwa Europy:
- 2009

## Nagrody indywidualne i wyróżnienia
- 2007: MVP turnieju finałowego Pucharu Polski
- 2007: Najlepsza blokująca Grand Prix
- 2008: Najlepsza polska siatkarka i środkowa w plebiscycie miesięcznika "Super Volley" w 2007 roku
- 2008: Siatkarka Roku 2007 w plebiscycie Siatkarskie Plusy